# Procédé de séparation
Pour les articles homonymes, voir Séparation.
En chimie et physique, un procédé de séparation est une technique ou une technologie permettant de transformer un mélange de substances en deux ou plusieurs composants distincts. Il est mis en œuvre à des fins soit analytiques, lorsque l'objectif est d'obtenir une information (qualitative ou quantitative), soit préparatives, lorsque l'objectif est d'obtenir une substance (à un degré de pureté donné). Les buts de ce type de procédé peuvent être divers :
- purification : des impuretés doivent être extraites du composé d'intérêt ;
- concentration : élimination d'une partie du solvant. Voir aussi Dessiccation ;
- fractionnement : séparation d'un mélange complexe en plusieurs mélanges différents.

Le principe d'un procédé de séparation est d'utiliser une différence de propriétés entre le composé d'intérêt et le reste du mélange. Plus la différence de propriété sera grande, plus la séparation sera aisée. Ainsi, le choix du procédé de séparation commence par une bonne connaissance de la composition du mélange et des propriétés des différents composants.

## Typologie
On distingue deux grandes classes de procédés de séparation : les procédés à séparation mécanique et les procédés à séparation par diffusion : 
1. Séparations mécaniques basées sur :
  - la mouillabilité de surface : flottation,
  - la masse volumique : sédimentation, décantation, centrifugation, flottaison, égouttage, essorage, pressage,
  - la taille des particules (granulométrie) : van, blutage (blutoir), méthodes de séparation membranaire dont le mécanisme de transfert se fait par tamisage (filtration, tamisage), chromatographie d'exclusion stérique,
  - l'inertie des particules : cyclonage,
  - la mobilité électrique : électrophorèse, précipitateur électrostatique,
  - la mobilité magnétique : séparation magnétique des métaux ferreux et séparation par courant de Foucault des métaux non ferreux ;
2. Séparations par diffusion :
  - chromatographie :
    - chromatographie de partage,
    - chromatographie d'adsorption ;

  - extraction,
  - séparations thermiques basées sur les transitions de phase : 
    - point d'ébullition (procédé Linde) : distillation, évaporation, séchage,
    - point de solidification : cristallisation, recristallisation,
    - point de sublimation : sublimation ;

  - méthodes de séparation membranaire dont le transfert se fait par diffusion : osmose inverse, pervaporation.

Une troisième classe de procédé de séparation peut être ajoutée aux deux premières. Cette classe correspond aux procédés de séparation ayant lieu par transfert d'ions : 
- échangeur d'ions ;
- chromatographie à échange d'ions ;
- techniques électromembranaires.

## Les mélanges à séparer
Les mélanges à séparer peuvent être :
- des mélanges hétérogènes :
  - solide - solide : tri à la main, tri à la pince, tri magnétique, flottation, flottaison,
  - solide - liquide : décantation, filtration, tamisage, centrifugation, évaporation, distillation,
  - liquides non miscibles : décantation, flottation ;
- des mélanges homogènes : distillation, cristallisation.